# دایان تلز
دایان تلز (انگلیسی: Dayan Téllez؛ زادهٔ ۱۱ فوریهٔ ۲۰۰۲) بازیکن فوتبال اهل مکزیک است.
وی همچنین در تیم ملی فوتبال Mexico U17 بازی کرده‌است.